# Fausto Carrera
Cor. Fausto Carrera Torres fue un militar mexicano que participó en la Revolución mexicana y hermano del general Francisco Carrera Torres. Perteneció a las fuerzas del constitucionalismo. Fue coronel y jefe del 77 Regimiento de Caballería, desempeñando muchas otras comisiones militares al lado de Pablo González Garza y Venustiano Carranza.